# Manuela Zipse
Manuela Zipse (geborene Manuela Veith; * 11. Mai 1974 in Mainz) ist eine ehemalige deutsche Langstreckenläuferin, die sich auf den Marathon spezialisiert hat.

## Leben
Bereits mit neun Jahren bestritt sie beim Echternach-Marathon ihren ersten Marathonlauf in 3:35:54 h.
Die 1,73 m große und 52 kg schwere Athletin ist seit dem 13. August 1999 mit dem Langstreckenläufer Gerold Zipse (* 16. Januar 1963) verheiratet, mit dem sie zwei Kinder hat. Sie startete für den TV Bodenheim, die LG Sieg, den ABC Ludwigshafen und die LG Breisgau. Nun in Heilbronn lebend, tritt sie für die TSG Heilbronn an.
Bereits dreimal gewann sie in ihrer neuen Heimat beim Trollinger-Marathon auf der Halbmarathonstrecke, 2004 mit dem Streckenrekord von 1:17:08 h. 
Nach einer Babypause wurde sie 2003 Zweite beim Köln-Marathon und 2004 Sechste beim Hamburg-Marathon. 2005 bekam sie ein zweites Kind und stellte ihre leistungssportlichen Ambitionen zurück.

## Sportliche Erfolge
1986 gewann sie ihren ersten Marathon, den Hornisgrinde-Marathon, bei dem sie ein Jahr später mit 2:56:59 h einen Streckenrekord aufstellte, der noch heute Bestand hat. 1989 gewann sie den Bienwald-Marathon in 2:50:38 h. 1992 wurde sie Deutsche Marathonmeisterin in 2:46:33 h. 1994 kam sie bei der Meisterschaft im Rahmen des Frankfurt-Marathon auf Platz drei in 2:41:24 h (Gesamtplatz sechs), und 1995 wurde sie als Gesamtfünfte des Hamburg-Marathons Vizemeisterin in 2:39:25 h und Zweite des Frankfurt-Marathons in 2:38:03 h.
Zwei Jahre später kam sie in Hamburg auf Platz vier in 2:34:29 h, bei den Weltmeisterschaften in Athen auf Platz 24 und in Frankfurt auf Platz fünf in 2:35:27 h. Im Jahr darauf lief sie als Zweite des Hamburg-Marathons mit 2:30:58 h bei ihrem 37. Start über die 42,195-km-Distanz ihren persönlichen Rekord. Bei den Europameisterschaften in Budapest belegte sie den 25. Platz.
1999 wurde sie als Gesamtzweite des Hamburg-Marathons erneut deutsche Vizemeisterin. Bei den Weltmeisterschaften in Sevilla kam sie auf Platz 22 und holte zusammen mit Sonja Oberem und Claudia Dreher Bronze in der Mannschaftswertung. 2000 siegte sie beim Hamburg-Marathon in 2:31:37 h, verfehlte aber wegen widriger Windverhältnisse die Olympianorm um gut anderthalb Minuten. 
2001 wurde sie als Gesamtsiebte des Frankfurt-Marathons Vierte bei den Deutschen Meisterschaften. 2007 wurde sie beim Gutenberg-Marathon in 2:52:58 h Gesamtachte und Siebte der Deutschen Meisterschaften. Seit 2010 tritt sie nicht mehr international in Erscheinung.

## Bestzeiten
- 3000 m: 9:31,83 min, 30. Mai 1998, Ludwigshafen am Rhein
- 5000 m: 16:31,65 min, 21. Juni 1996, Köln
- 10.000 m: 34:26,74 min, 12. Juni 1999, Trier
- Halbmarathon: 1:13:12 h, 7. März 1999, Frankfurt am Main
- Marathon: 2:30:58 h, 19. April 1998, Hamburg[2]